# Trifurcula silviae
Trifurcula silviae là một loài bướm đêm thuộc họ Nepticulidae. Loài này có ở Alps và pre-alps of tây nam Pháp.
Sải cánh dài 5.8–7 mm đối với con đực và 5.8 mm đối với con cái. Các con lớn sinh sống ở các vùng sườn núi phias nam nơi có các loài cây Lotus corniculatus, Anthyllis vulneraria và Onobrychis montana và có thể là cây chủ của nó. 